# میمون سنجابی
میمون سنجابی یا خَزمیمون یک سرده از میمون‌های جهان نو بوده و تنها سردهٔ موجود در زیرخانوادهٔ خزمیمونیان است.
میمون‌های سنجابی در جنگل‌های گرمسیری آمریکای مرکزی و جنوبی و در لایه تاج‌پوش این جنگل‌ها زندگی می‌کنند. لایهٔ تاج‌پوش بخش پربرگ پیش بالای درخت است که در زیر بخش رویندهٔ درخت قرار گرفته‌است.

## نگارخانه

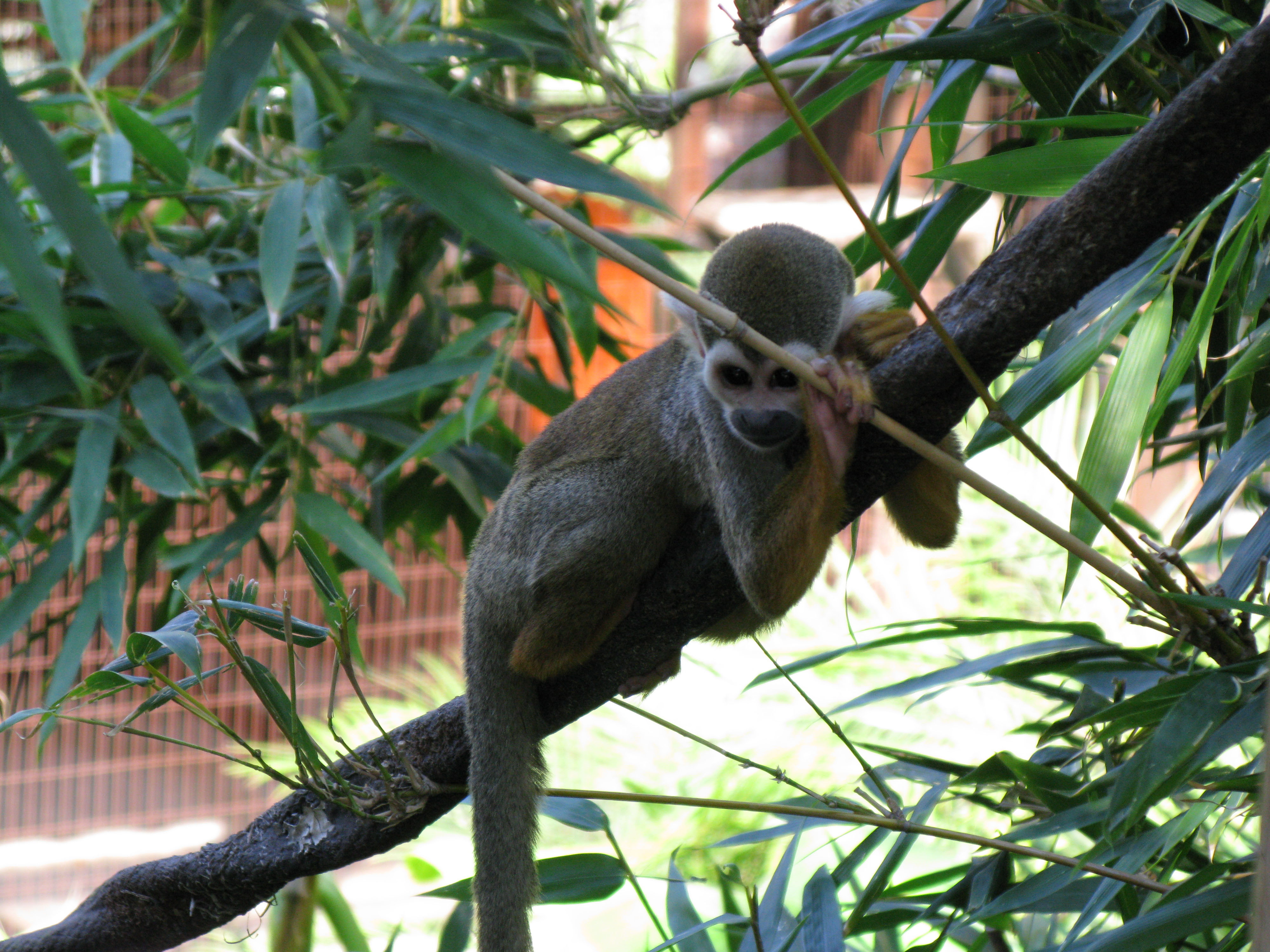
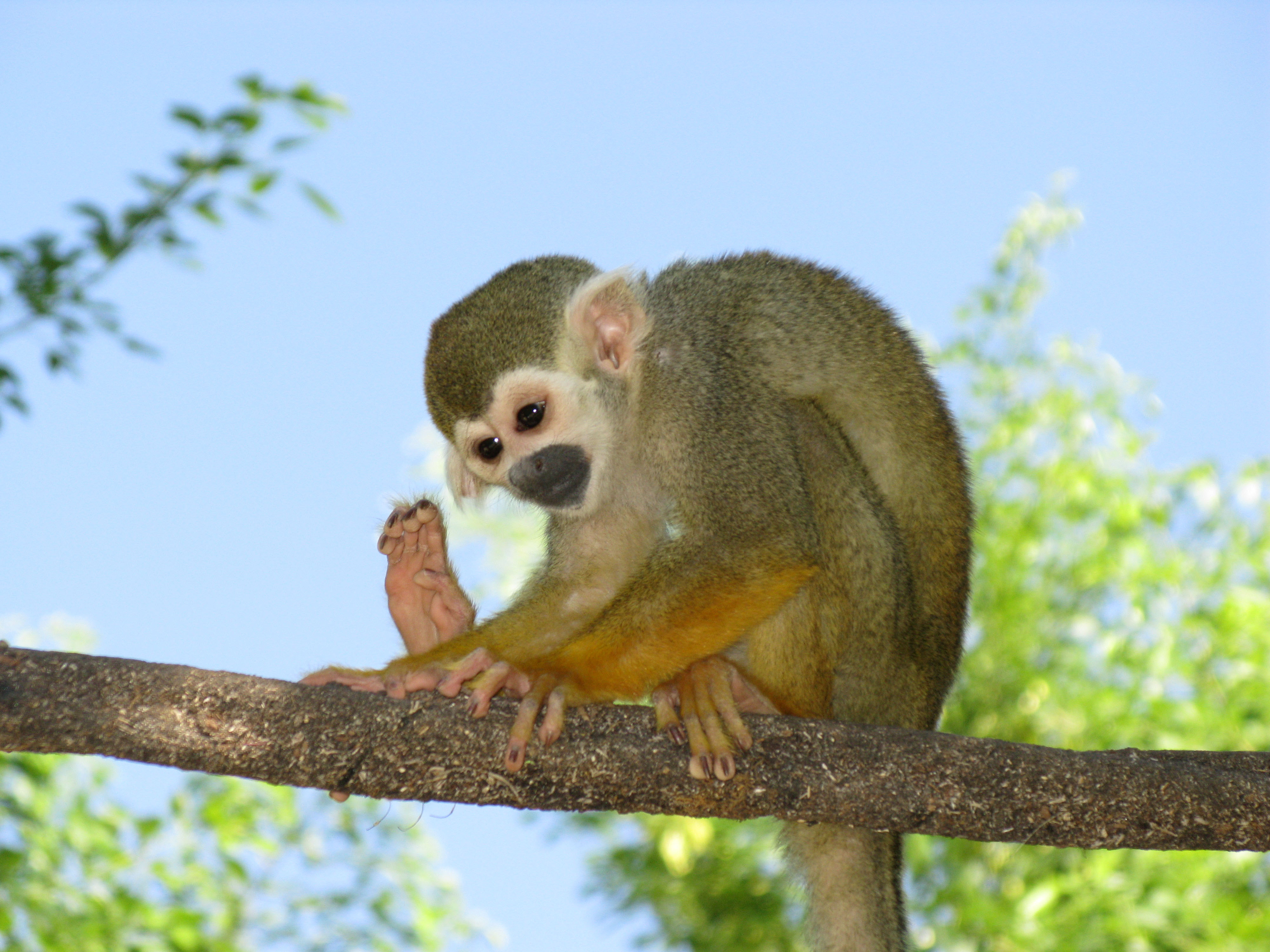
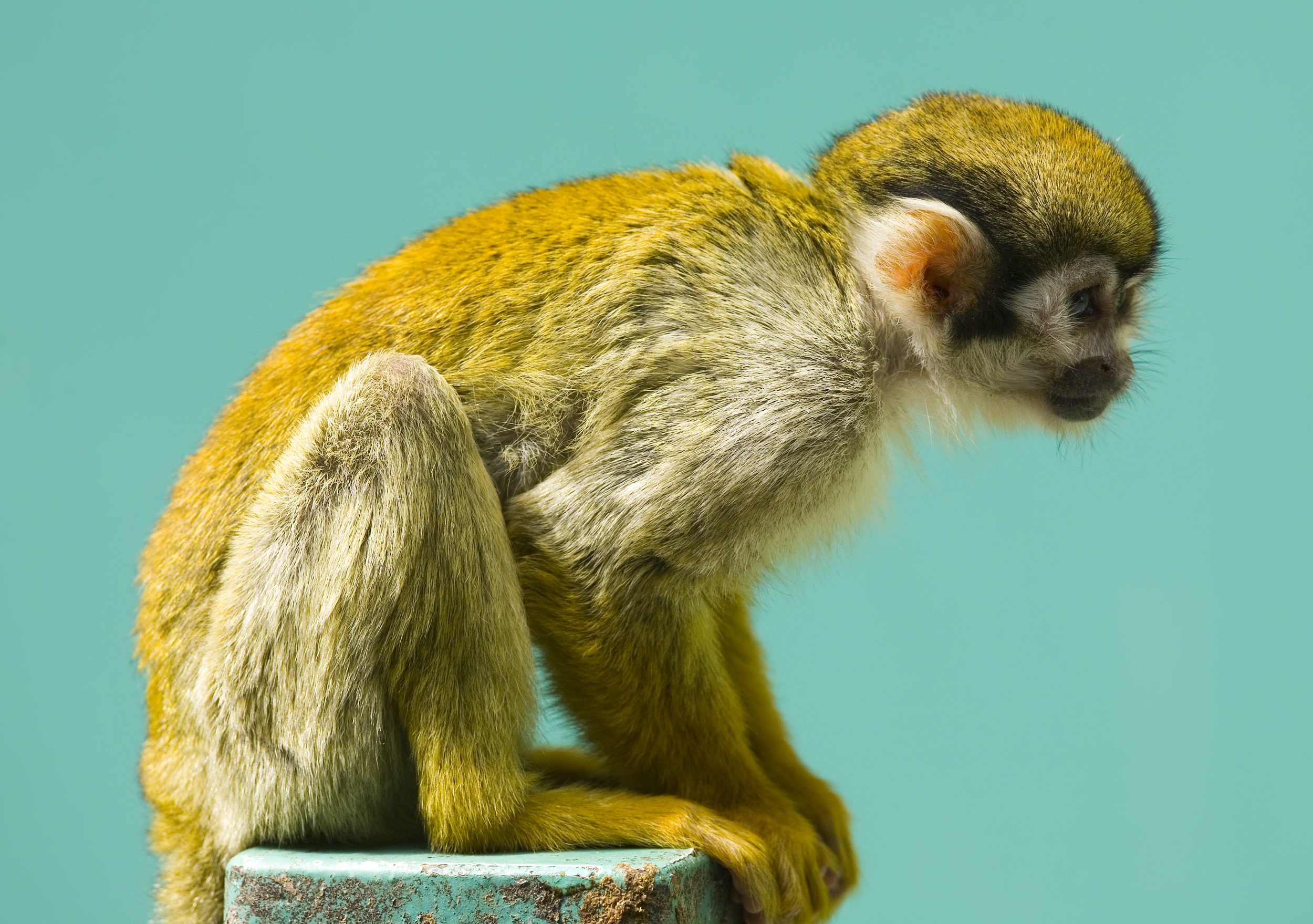
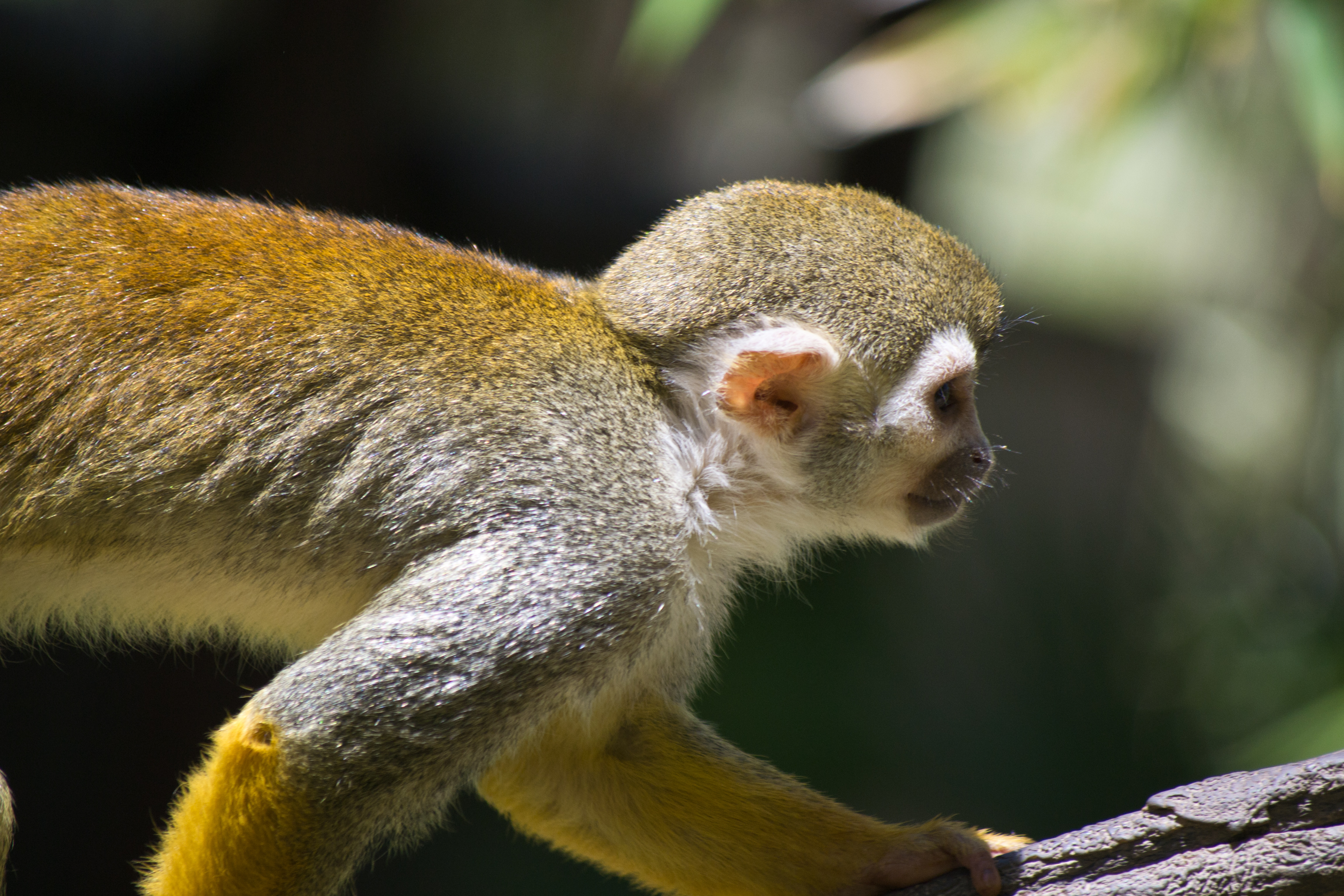